# Zhang Boli
Dans ce nom chinois, le nom de famille, Zhang, précède le nom personnel.
Pour les articles homonymes, voir Zhang.
Zhang Boli (chinois simplifié : 笠笠 ; chinois traditionnel : 張伯笠 ; pinyin : Zhāng Bóli), né en 1959, est un dissident chinois.

## Biographie
Zhang Boli a suivi des études de littérature à l'université de Pékin.
Étudiant, il participe aux manifestations de la place Tian'anmen en mai et juin 1989. Il est un des organisateurs  de la grève de la faim des étudiants pendant l'occupation de la place.  Il s'est joint aux leaders étudiants Feng Congde et Chai Ling pour essayer d'organiser l'évacuation de la place. Mais les étudiants n'imaginaient pas que l'armée du Peuple puisse tirer sur les manifestants, Zhang Boli témoigne : « Pas un des manifestants ne pensait que l’armée pouvait tirer sur la foule. Le pire que nous envisagions était la prison. Certains d’entre nous avaient même préparé un petit sac dans cette perspective. Et, devant moi, un tank écrasait 12 personnes d’un coup ! ».
Après la reprise en main de la situation par l'armée, il était le numéro 17 sur la liste des Chinois les plus recherchés pour les 21 dirigeants de la manifestation de la place Tiananmen. Il quitte Pékin à vélo, déguisé en commerçant, il voyage de ferme en ferme et se dirige vers le nord. Après trois mois de fuite il réussit en rentrer sur le territoire soviétique le 24 décembre 1989. Les soldats soviétiques le capturent, le gardent deux mois en prison et l'expulsent vers le territoire chinois pour éviter un conflit diplomatique. Il se cache pendant près de deux ans, isolé de tous, à proximité d'une rivière, après avoir construit une cabane et une barque pour pouvoir pêcher. Puis il décide de retourner dans le Sud de la Chine pour chercher un moyen de s'exiler, en passant par Hong Kong. Il utilise une filière de passeurs, paye 8 000 dollars en signant une reconnaissance de dette, et arrive à l'ambassade des États-Unis.
Une fois aux États-Unis, il devient pasteur à la Harvest Christian Chinese Church à Chantilly en Virginie.

## Ouvrage
- Escape from China: The Long Journey From Tiananmen to Freedom est l'autobiographie de Zhang Bolî publiée le 27 mai 2003 aux Éditions Washington Square Press. L'ouvrage a d'abord été publié en mandarin en 1998.